# Giuseppe Morozzo della Rocca
Pour les articles homonymes, voir Della Rocca.
Giuseppe Morozzo della Rocca (né le 12 mars 1758 à Turin et mort le 22 mars 1842 à Novare) est un cardinal italien du XIXe siècle.

## Biographie
Morozzo est élu archevêque titulaire de Thèbes (de) en 1802, avant d'être envoyé comme nonce apostolique en Toscane (en). Il est préfet de la Congrégation des évêques de 1807 à 1816 puis évêque de Novare (1817-1842).
Le pape Pie VII le crée cardinal lors du consistoire du 8 mars 1816. Il participe au conclave de 1823, lors duquel Léon XII est élu pape, au conclave de 1829 (élection de Pie VIII) et de 1830-1831 (élection de Grégoire XVI).

## Succession apostolique
Giuseppe Morozzo della Rocca a ordonné les évêques suivants :
- Évêque Francesco Leonini (1816)
- Évêque Aloisio Gandolfi (pl), C.M. (1816)
- Archevêque Paolo Leardi (de) (1817)
- Évêque Francesco Alciati (1817)
- Évêque Amedeo Bruno di Samone (it) (1817)
- Évêque Carlo Giuseppe Maria Sappa de Milanes (1817)
- Évêque Carlo Francesco Carnevale (1819)
- Évêque Dominique Galvano (1833)